# John Uzzell
Pas d'image ? Cliquez ici

b Matchs officiels uniquement.
Dernière mise à jour le 24 février 2025.
 John Uzzell  est né le 28 mars 1942 à Deri, Bargoed (pays de Galles). C’est un ancien joueur de rugby à XV qui a joué avec l'équipe du pays de Galles évoluant au poste de trois-quarts centre. 

## Carrière
Il a disputé son premier test match le 21 décembre 1963, contre l'équipe de Nouvelle-Zélande, et son dernier test match fut contre l'équipe de France,  le 27 mars 1965.

## Palmarès
- 5 sélections en équipe nationale
- Sélections par année : 1 en 1963, 4 en 1965
- Tournoi des Cinq Nations disputé :  1965
- Vainqueur du tournoi des Cinq Nations en 1965